# Hagström Scandi
Hagström Scandi är en elgitarr av fabrikatet Hagström. Scandi var en vidareutveckling av Hagström III och det existerar övergångesmodeller som blandar egenskaper från båda.
Scandi var extremt lik Fender Stratocaster i designen